# Francis Humphrys
Francis Henry Humphrys (* 24. April 1879 in Oswestry, Shropshire; † 28. August 1971 bei Newbury in Berkshire) war ein britischer Kolonialbeamter und Diplomat. Er diente 1922 bis 1929 als Gesandter in Kabul im Königreich Afghanistan und 1929–1932 als Hochkommissar in Mesopotamien.

## Leben und Familie
Sir Francis Henry Humphrys wurde am 24. April 1879 als ältester Sohn von Walter Humphrys, dem stellvertretenden Schulleiter des Gymnasiums in Oswestry, und seiner Frau Helen Agnes in Oswestry, Shropshire zur Welt gekommen. Er besuchte die Shrewsbury School von 1893–1893, an der er auch Kapitän des Cricket-Teams war. Am 2. April 1907 heiratete Humphrys die Tochter von Sir Harold Arthur Deane, Gertrude Mary. Mit ihr hatte Humphrys einen Sohn und zwei Töchter.

## Karriere
Sir Francis Henry Humphrys startete seine militärische Karriere mit dem Eintritt in das Worcestershire Infanterie-Regiment und nahm am Zweiten Burenkrieg teil. Nach Kriegsende wurde er im Februar 1902 in das indische Stabscorps versetzt. Der nächste Schritt in seiner militärischen Laufbahn folgte im Oktober desselben Jahres mit dem Beitritt in die britisch-indische Armee. Er verbrachte fast 20 Jahre in der indisch-britischen Provinz im Nordwesten des Subkontinents, ehe er 1918 gegen Ende des Ersten Weltkriegs wieder nach Europa zurückkehrte und vorübergehend der neuen Royal Air Force als Pilot beitrat. Nach seiner Zeit bei der Royal Air Force war Humphrys von 1919 bis 1922 stellvertretender Außenminister der britisch-indischen Regierung. Humphrys nächste Station war Afghanistan. Dort diente er von 1922 bis 1929 als britischer Gesandter. Humphrys nächste Station war der Posten des Hochkommissars im damaligen Königreich Irak, wo er auf Henry Dobbs folgte. Er war gleichzeitig die erste Person, die dieses Amt ausgeführt hat, seine Amtszeit als Hochkommissar endete 1932. Humphrys blieb insgesamt sechs Jahre im Irak, ehe er sich aus der Öffentlichkeit 1935 zurückzog.

## Amtszeit in Afghanistan
Emir Amanullah hatte nach Ende des Dritten Anglo-Afghanischen Krieges das Ziel, Afghanistan so schnell wie möglich zu modernisieren und von Großbritannien unabhängiger zu machen. Er wollte unter anderem die Gründung eines afghanischen Parlaments, welches frei gewählt werden konnte und weitere Neuerungen aus der westlichen Welt übernehmen. Diese verschiedenen Vorhaben nach westlichen Idealen verursachte einen Rebellenaufstand durch verschiedenste Stämme Afghanistans. Während dieser Aufstände kam es zu einigen Kämpfen zwischen den Stämmen und der königlichen Armee. Francis Humphrys verhandelte mit dem Rebellenanführer Habibullah Kalakâni, um die Sicherheit der Bewohner des britischen Bereichs. Habibullah versicherte Humphrys, dass er sich nicht im Kampf mit Ausländern befinde. Humphrys hingegen misstraute dem Versprechen und fragte bei der Royal Air Force in Britisch-Indien nach einer Evakuierung für die Bewohner der britischen Gesandtschaft an. Während des Aufstandes hat es Habibullah 1929 geschafft an die Macht zu kommen und Amanullah zu vertreiben. Humphrys kümmerte sich im Folgenden bei Habibullah darum, dass die Evakuierung der verbliebenen Menschen, welche in einer ersten Evakuierungswelle nicht ausgeflogen werden konnten, weiter durchzuführen. Habibullah stimmte zu und bot zusätzlich eine Bewachung des Flugplatzes an, um die Sicherheit der Evakuierung zu gewährleisten. Nach der erfolgreichen Evakuierung, bei der Francis Humphrys seinen entscheidenden Beitrag dazu beitrug, verließ er als letzter zusammen mit Claude Trusk und George Donaldson das Land.

## Amtszeit im Irak
Während der Zeit von Humphrys im Irak als Hochkommissar engagierte sich König Faisal I. dafür, den Irak unabhängig von Großbritannien zu machen und eine Einheit der verschiedenen arabische Länder zu formen. Die britische Regierung hingegen forcierte einen Vertrag, welcher festlegte, dass Großbritannien auch weiterhin sowohl wirtschaftlichen Einfluss als auch militärische Stützpunkte in dem Land behalten sollte. Die britische Forderung, diesen Vertrag unbefristet zu gestalten, brachte die Verhandlungen beinahe zum Erliegen. Daraufhin telegrafierte Humphrys nach London mit der Bitte die Forderung der irakischen Regierung ernst zu nehmen, da sonst das Ziel der arabischen Einheit gefährdet sei, weil der erste Schritt ein unabhängiges Irak ist. 1930 wurde der Irak zu einem mehr oder wenigen eigenständigen Königreich. Durch die Hilfe von Sir Francis Humphrys wurde der Irak 1932 dank eines von ihm und dem Premierminister des Iraks Nuri Pasha al Said unterzeichneten Vertrags in den Völkerbund aufgenommen.

## Cricket
Sir Francis Humphrys war leidenschaftlicher und semiprofessioneller Cricket-Spieler für die Universität Oxford.

## Tod
Sir Francis Henry Humphrys starb nach kurzer Krankheit 1971 im Edgecombe Pflegeheim in Hamstead Marshal, bei Newbury, Berkshire.